# Bistum Guarapuava
Das Bistum Guarapuava (lateinisch Dioecesis Guarapuavensis, portugiesisch Diocese de Guarapuava) ist eine in Brasilien gelegene römisch-katholische Diözese mit Sitz in Guarapuava im Bundesstaat Paraná.

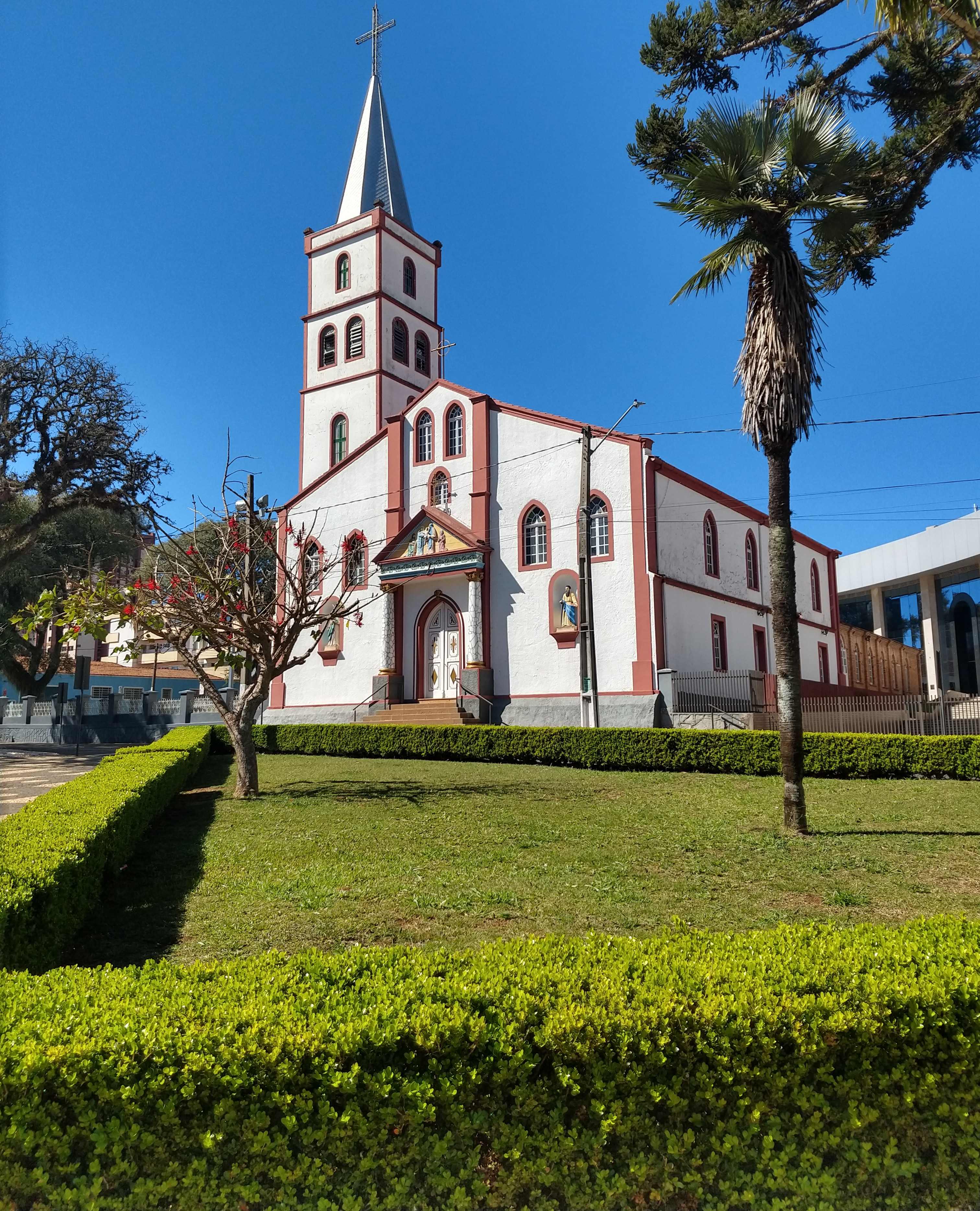
Kathedrale Guarapuava

## Geschichte
Papst Paul VI. gründete es am 16. Dezember 1965 mit der Apostolischen Konstitution Christi vices aus Gebietsabtretungen der Bistümer Campo Mourão, Ponta Grossa und Toledo und wurde dem Erzbistum Curitiba als Suffragandiözese unterstellt.
Am 3. Dezember 1976 verlor es einen Teil seines Territoriums zugunsten der Errichtung des Bistums União da Vitória.

## Territorium
Das Bistum Guarapuava umfasst die Gemeinden Guarapuava, Altamira do Paraná, Boa Ventura de São Roque, Campina do Simão, Cândido de Abreu, Candói, Cantagalo, Espigão Alto do Iguaçu, Foz do Jordão, Goioxim, Inácio Martins, Laranjal, Laranjeiras do Sul, Manoel Ribas, Marquinho, Mato Rico, Nova Laranjeiras, Nova Tebas, Palmital, Pinhão, Pitanga, Porto Barreiro, Prudentópolis, Quedas do Iguaçu, Reserva do Iguaçu, Rio Bonito do Iguaçu, Rio Branco do Ivaí, Rosário do Ivaí, Santa Maria d’Oeste, Turvo und Virmond des Bundesstaates Paraná.

## Bischöfe von Guarapuava
- Friedrich Helmel SVD (19. März 1966 – 27. September 1986)
- Albano Bortoletto Cavallin (24. Oktober 1986 – 11. März 1992, dann Erzbischof von Londrina)
- Giovanni Zerbini SDB (11. Januar 1995 – 2. Juli 2003)
- Antônio Wagner da Silva SCI (2. Juli 2003 – 6. Mai 2020)
- Amilton Manoel da Silva CP (seit 6. Mai 2020)